# Polyporus leptocephalus
Polyporus leptocephalus là một loài nấm không ăn được thuộc chi Polyporus. Nó thường mọc trên các nhánh cây lá rộng.

## Miêu tả

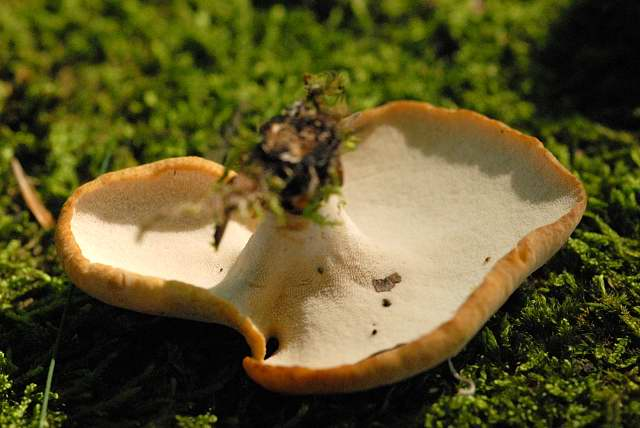
Bên trong nấm

Lúc còn non mũ nấm lồi nhưng sớm dẹt ra thành hình gần như không đều. Lúc còn non nấm có màu nâu đỏ và có màu xám hơi vàng khi già đi và thường có đường kính khoảng 2–5 cm.